# Нижњеколимски рејон
Нижњеколимски рејон или Нижњеколимски улус (рус. Нижнеколымский район) је један од 34 рејона Републике Јакутије у Руској Федерацији. 
Рејон се налази на крајњем североистоку Јакутије и има укупну површину од 86.800 км². Цијели рејон лежи у Колимској низији, на обје обале ријеке Колиме. На сјеверу рејон излази на Источносибирсо море, на западу је Аллаиховски, а на југу Средњеколимски рејон, док се на истоку граничи са Чукотком.
Главне ријеке су Колима, те Алазеја и Велика Чукочја. У рејону се налазе многа језера од којих су највећа Њерпичје, Чукочје, Велико Морско језеро и Илиргиткин.
Највеће насеље у рејону и административни центар је село Черскиј.
Укупан број становника рејона је 4.879 (2010).
Становници су претежно Руси, а остало су Јакути, Чукчи и Јукагири.